# Botomotoito Skito Litimba
Botomotoito Skito Litimba (Kinshasa, 1977. július 7. –) Kongói DK labdarúgócsatár.